# Victor Sigismund von Oertzen
Victor Sigismund von Oertzen (* 15. Februar 1844 in Trollenhagen; † 24. Juni 1915 in Rostock) war ein deutscher Offizier, Gutsbesitzer und Verwaltungsjurist.

## Leben
Oertzen war ein Sohn des Rittergutbesitzers Hermann von Oertzen in Trollenhagen. Nach dem Abitur auf dem Johanneum Lüneburg studierte er an der Ruprecht-Karls-Universität Heidelberg, der Eberhard Karls Universität Tübingen und der Georg-August-Universität Göttingen Rechtswissenschaft. 1865 wurde er im Corps Vandalia Heidelberg und im Corps Suevia Tübingen recipiert. Nach dem Examen  trat er 1867 als Fahnenjunker in das Rheinische Dragoner-Regiment Nr. 5 in Frankfurt am Main ein. Er wurde 1868 zum Sekondeleutnant befördert und 1872 zum 1. Pommerschen Ulanen-Regiment Nr. 4 in Diedenhofen versetzt. 1875 wurde er Reitlehrer an der Kriegsschule Anklam. 1876 zum Premierleutnant befördert, nahm er 1877 seinen Abschied (Militär) und widmete sich der Bewirtschaftung des väterlichen Gutes Repnitz. 1886 wurde er Landrat des Kreises Mogilno, 1889 Landrat des Kreises Hohensalza. 1898 trat er in den Ruhestand, den er in Güstrow und zuletzt in Rostock verbrachte.